# Quán Dēngpíng
全登平, în litere latine Quán Dēngpíng, Quan Dengpin, Quan Deng Pin sau Quán Dēng Píng, este fondatorul companiilor de tehnologie Tenda și IP-COM cunoscute la nivel global. Companiile au facilități de producție avansate pentru echipamente de rețea, iar capacitatea de producție se numără printre cele mai mari la nivel mondial.Quán Dēngpíng este cetățean al Republicii Populare Chineze. 